# Nadezda Evstyukhina
 (novembre 2011).
Si vous disposez d'ouvrages ou d'articles de référence ou si vous connaissez des sites web de qualité traitant du thème abordé ici, merci de compléter l'article en donnant les références utiles à sa vérifiabilité et en les liant à la section « Notes et références ».
Nadejda Aleksandrovna Evstioukhina (aussi connue sous la transcription anglaise Nadezhda Yevstyukhina, de l'original russe : Надежда Александровна Евстюхина) est une haltérophile  russe née le 27 mai 1988.
Elle remporte la médaille de bronze dans la catégorie des moins de 75 kg aux Jeux olympiques d'été de 2008 à Pékin. Le 31 août 2016, le Comité international olympique annonce sa disqualification des Jeux de Pékin en raison de la présence de turinabol dans les échantillons prélevés lors de ces Jeux.